# Fabrizio Pasini
 (octobre 2018).
Pour les articles homonymes, voir Pasini.
Fabrizio Pasini est un dessinateur italien né le 12 novembre 1966.

## Biographie
Après la création d'une BD, Agatha Moon dans la revue italienne Blue, Fabrizio Pasini, professeur à la Scuola Internazionale di Comics (it) (École internationale de la Bande dessinée) à Jesi, en Italie, collabore à plusieurs livres en France et réalise une bande dessinée, Axelle Parker, un humour de coquine, pour les éditions Joker. Inspiré par le fétichisme et les modèles glamour, il a exposé des pin up en Italie (2008), à Paris (2008) et à Chicago (2009).

## Œuvres
- Les 69 secrets à savoir sur les hommes, avec Dikeuss, Marko Strojanovic et Denis Duparnovic, Éditions Septième choc, 2008
- Les 69 secrets à savoir sur les femmes, avec Dikeuss, Marko Strojanovic et Denis Duparnovic, Éditions Septième choc, 2008
- 1 femme, 2 hommes, 3 regards, avec Nath-Sakura et Nalair, Éditions Ragage, 2009
- Axelle Parker tome 1 – Un humour de coquine, Éditions Joker, 2011
- Tatiana sous tous les regards, Éditions Dominique Leroy, collection e-ros graphique, 2012
- Vita Oswood, Éditions Graph Zeppelin, 2015, scénario d'Olivier Paillé
- Vita Oswood (Version érotique), Éditions Tabou, 2016, scénario d'Olivier Paillé